# Asterotexis
Asterotexis — рід грибів родини Asterotexaceae. Назва вперше опублікована 1958 року.

## Класифікація
До роду Asterotexis відносять 3 види:
- Asterotexis cucurbitacearum
- Asterotexis cucurbitarum
- Asterotexis quercina